# Valdó Szűcs
Valdó Szűcs (* 29. Juni 1995 in Zalaegerszeg) ist ein ungarischer Hürdenläufer, der sich auf die 110-Meter-Distanz spezialisiert.

## Sportliche Laufbahn
Erste internationale Erfahrungen sammelte Valdó Szűcs im Jahr 2011, als er bei den Jugendweltmeisterschaften nahe Lille bis in das Halbfinale gelangte und dort mit 14,45 s ausschied. Anschließend wurde er beim Europäischen Olympischen Jugendfestival in Trabzon in der Vorrunde disqualifiziert. Im Jahr darauf schied er bei den Juniorenweltmeisterschaften in Barcelona mit 14,32 s in der ersten Runde aus, wie auch bei den Junioreneuropameisterschaften 2013 in Rieti mit 14,07 s. 2014 erreichte er dann bei den Juniorenweltmeisterschaften in Eugene das Halbfinale, in dem er mit 13,93 s ausschied. 2015 nahm er im 60-Meter-Hürdenlauf an den Halleneuropameisterschaften in Prag teil, schied dort aber mit 7,97 s im Vorlauf aus. Anschließend belegte er bei den U23-Europameisterschaften in Tallinn in 14,13 s Rang acht und schied mit der ungarischen 4-mal-100-Meter-Staffel mit 41,11 s in der Vorrunde aus.
2016 qualifizierte er sich für die Europameisterschaften in Amsterdam, bei denen er mit 13,76 s im Halbfinale ausschied. 2019 erreichte er bei den Halleneuropameisterschaften in Glasgow das Halbfinale über 60 Meter Hürden und schied dort mit 7,75 s aus. Anschließend wurde er bei der Sommer-Universiade in Neapel in 13,77 s Achter. Zudem qualifizierte er sich erstmals für die Weltmeisterschaften in Doha, bei denen er mit 13,60 s in der Vorrunde ausschied. 2021 nahm er an den Olympischen Spielen in Tokio teil und erreichte dort das Halbfinale, in dem er mit 13,40 s ausschied.
In den Jahren von 2019 bis 2021 wurde Szűcs ungarischer Meister im 110-Meter-Hürdenlauf sowie 2015 in der 4-mal-100-Meter-Staffel. In der Halle sicherte er sich 2019 und 2020 den Titel über 60 m Hürden.

## Persönliche Bestleistungen
- 110 m Hürden: 13,38 s (+1,1 m/s), 27. Juni 2021 in Debrecen
  - 60 m Hürden (Halle): 7,56 s, 23. Februar 2020 in Budapest